# Леола (Арканзас)
Леола (англ. Leola) — місто (англ. city) в США, в окрузі Грант штату Арканзас. Населення — 460 осіб (2020).

## Географія
Леола розташована на висоті 82 метрів над рівнем моря за координатами 34°10′12″ пн. ш. 92°35′29″ зх. д. / 34.17000° пн. ш. 92.59139° зх. д. (34.170133, -92.591386).  За даними Бюро перепису населення США в 2010 році місто мало площу 2,25 км², уся площа — суходіл.

## Демографія
Згідно з переписом 2010 року, у місті мешкала 501 особа в 179 домогосподарствах у складі 131 родини. Густота населення становила 222 особи/км².  Було 222 помешкання (98/км²). 
Расовий склад населення:
| - 76,0 % — білих - 1,2 % — чорних або афроамериканців - 1,0 % — корінних американців - 18,2 % — осіб інших рас |

До двох чи більше рас належало 3,6 %. Іспаномовні складали 23,6 % від усіх жителів.
За віковим діапазоном населення розподілялося таким чином: 30,7 % — особи молодші 18 років, 57,9 % — особи у віці 18—64 років, 11,4 % — особи у віці 65 років та старші. Медіана віку мешканця становила 33,3 року. На 100 осіб жіночої статі у місті припадало 115,9 чоловіків;  на 100 жінок у віці від 18 років та старших — 115,5 чоловіків також старших 18 років.
Середній дохід на одне домашнє господарство  становив 35 232 долари США (медіана — 27 250), а середній дохід на одну сім'ю — 40 731 долар (медіана — 31 719). За межею бідності перебувало 32,1 % осіб, у тому числі 34,0 % дітей у віці до 18 років та 4,8 % осіб у віці 65 років та старших.
Цивільне працевлаштоване населення становило 221 осіб. Основні галузі зайнятості: виробництво — 37,6 %, освіта, охорона здоров'я та соціальна допомога — 18,6 %, транспорт — 13,1 %, мистецтво, розваги та відпочинок — 7,7 %.
За даними перепису населення 2000 року в Леолі проживало 515 осіб, 143 родини, налічувалося 179 домашніх господарств і 213 житлових будинків. Середня густота населення становила близько 223,9 осіб на один квадратний кілометр. Расовий склад Леоли за даними перепису розподілився таким чином: 84,66 % білих, 0,19 % — чорних або афроамериканців, 0,58 % — корінних американців, 0,39 % — вихідців з тихоокеанських островів, 1,36 % — представників змішаних рас, 12,82 % — інших народів. Іспаномовні склали 14,76 % від усіх жителів містечка.
Із 179 домашніх господарств в 39,7 % — виховували дітей віком до 18 років, 63,1 % представляли собою подружні пари, які спільно проживали, в 12,3 % сімей жінки проживали без чоловіків, 20,1 % не мали сімей. 16,2 % від загального числа сімей на момент перепису жили самостійно, при цьому 8,9 % склали самотні літні люди у віці 65 років та старше. Середній розмір домашнього господарства склав 2,88 особи, а середній розмір родини — 3,17 особи.
Населення містечка за віковим діапазоном за даними перепису 2000 року розподілилося таким чином: 29,3 % — жителі молодше 18 років, 8,9 % — між 18 і 24 роками, 32,2 % — від 25 до 44 років, 19,8 % — від 45 до 64 років і 9,7 % — у віці 65 років та старше. Середній вік мешканця склав 31 рік. На кожні 100 жінок в Леолі припадало 102,8 чоловіків, у віці від 18 років та старше — 102,2 чоловіків також старше 18 років.
Середній дохід на одне домашнє господарство в містечкі склав 30 625 доларів США, а середній дохід на одну сім'ю — 32 778 доларів. При цьому чоловіки мали середній дохід в 26 250 доларів США на рік проти 17 292 долара середньорічного доходу у жінок. Дохід на душу населення в містечкі склав 11 844 долари на рік. 8,6 % від усього числа сімей в окрузі і 10,0 % від усієї чисельності населення перебувало на момент перепису населення за межею бідності, при цьому 6,4 % з них були молодші 18 років і 19,0 % — у віці 65 років та старше.